# Dörpstedt
Dörpstedt (dänisch: Dørpsted) ist eine Gemeinde im Kreis Schleswig-Flensburg in Schleswig-Holstein.

## Geographie

### Geografische Lage
Das Gemeindegebiet von Dörpstedt erstreckt sich am südöstlichen Ufer der Treene und südlich angrenzend von deren Nebenbach Rheider Au. Es ist Teil des Naturraums Schleswiger Vorgeest (Haupteinheit Nr. 697).

### Ortsteile
Die Ortsteile Bünge (dän. Bynge) und Klove liegen im Gemeindegebiet.

### Nachbargemeinden
Direkt ungrenzende Gemeindegebiete von Dörpstedt sind:
| Ostenfeld | Hollingstedt                                | Groß Rheide |
|           | Kompassrose, die auf Nachbargemeinden zeigt |             |
| Wohlde    | Börm                                        |             |

## Geschichte
Der Ort wurde 1462 erstmals als Dorpstede (Dorfstelle) erwähnt.
Seit 1970 gehörte die Gemeinde zum Amt Kropp und seit 2008 ist sie Teil des Nachfolgeamtes Kropp-Stapelholm.
Klaus-Peter Neumann war von 2003 bis 2013 ehrenamtlicher Bürgermeister von Dörpstedt.

## Politik

### Gemeindevertretung
Bei der Kommunalwahl am 14. Mai 2023 wurden insgesamt neun Sitze vergeben. Von diesen erhielt die Kommunale Wählergemeinschaft fünf Sitze und die Abordnung Dörpstedter Bürger vier Sitze.

### Bürgermeisterin
Für die Wahlperiode 2013–2018 wurde Inka Gottburg-Heuer (AWG) von der Gemeindevertretung zur ehrenamtlichen Bürgermeisterin gewählt. Sie bekleidet dieses Amt auch in der Amtszeit 2018–2023.

### Wappen
Blasonierung: „Von Silber und Grün im Wellenschnitt geteilt. Oben ein natürlich tingierter Birkhahn in Imponierhaltung, unten ein unterhalbes silbernes Wagenrad.“
Das Landschaftsbild der Gemeinde Dörpstedt wird geprägt durch ausgedehnte Moorgebiete und durch die Niederungen der Treene. Nicht nur die grüne Schildfarbe, sondern auch der Birkhahn symbolisieren die großen Moorflächen im Gemeindegebiet. Dieser durch die Ausräumung der Naturlandschaft in seinem Bestand stark bedrohte Vogel hat sich in den agrarwirtschaftlich nicht oder kaum genutzten Teilen der Gemarkung Dörpstedts in größerer Anzahl erhalten können. Die Wellenlinie zeigt die Lage der Gemeinde an der Treene. Das halbe Wagenrad auf grünem Grund steht als Symbol für die Landwirtschaft, welche auch heute noch Haupterwerbszweig der Einwohner ist.

## Wirtschaft und Infrastruktur
Die Wirtschaft in der Gemeinde ist vorwiegend von der Urproduktion der Landwirtschaft geprägt.
Im Ort ist eine Grundschule als Außenstelle der Geestlandschule Kropp eingerichtet.

## Bildergalerie

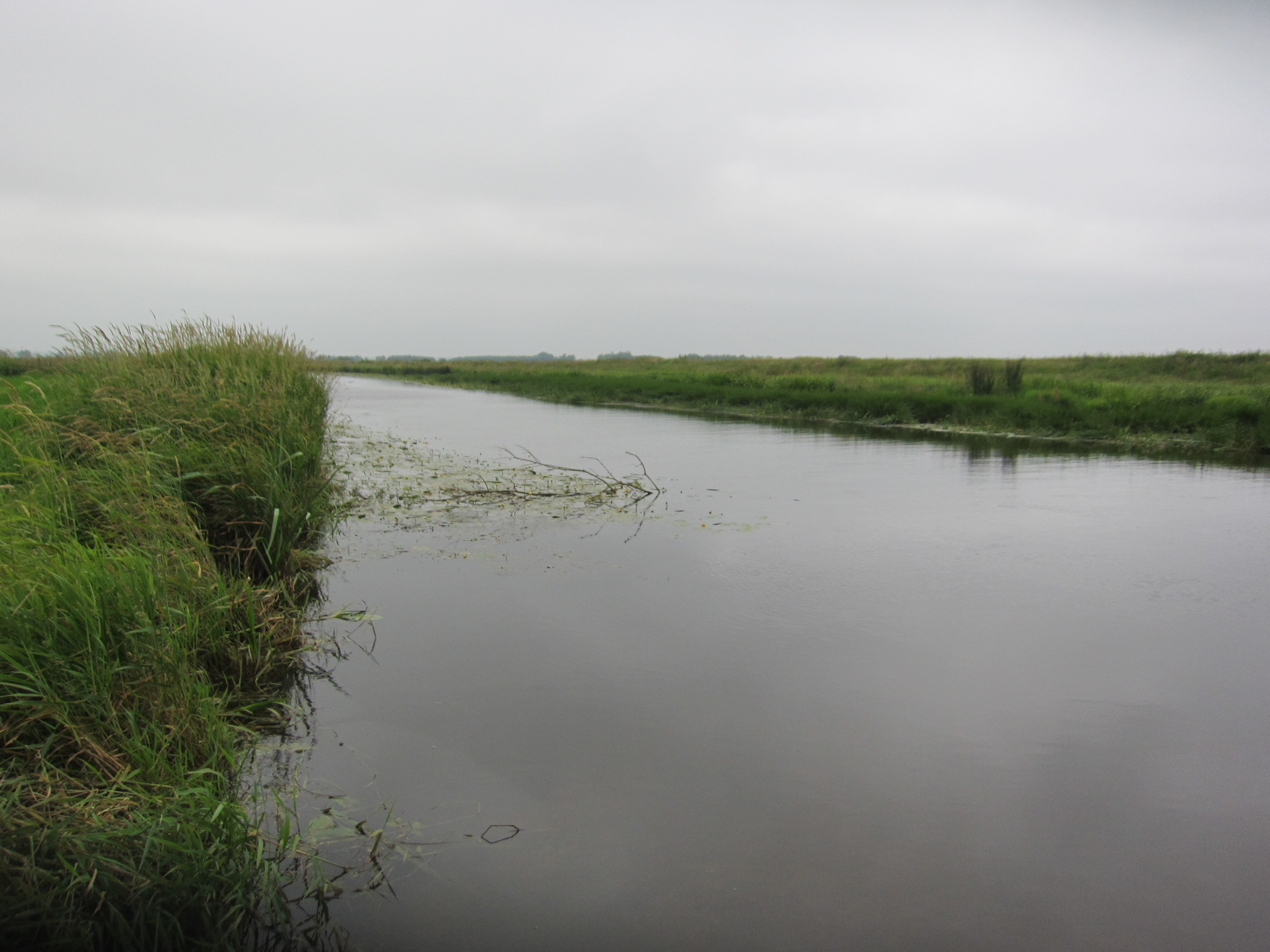
Treene in Dörpstedt
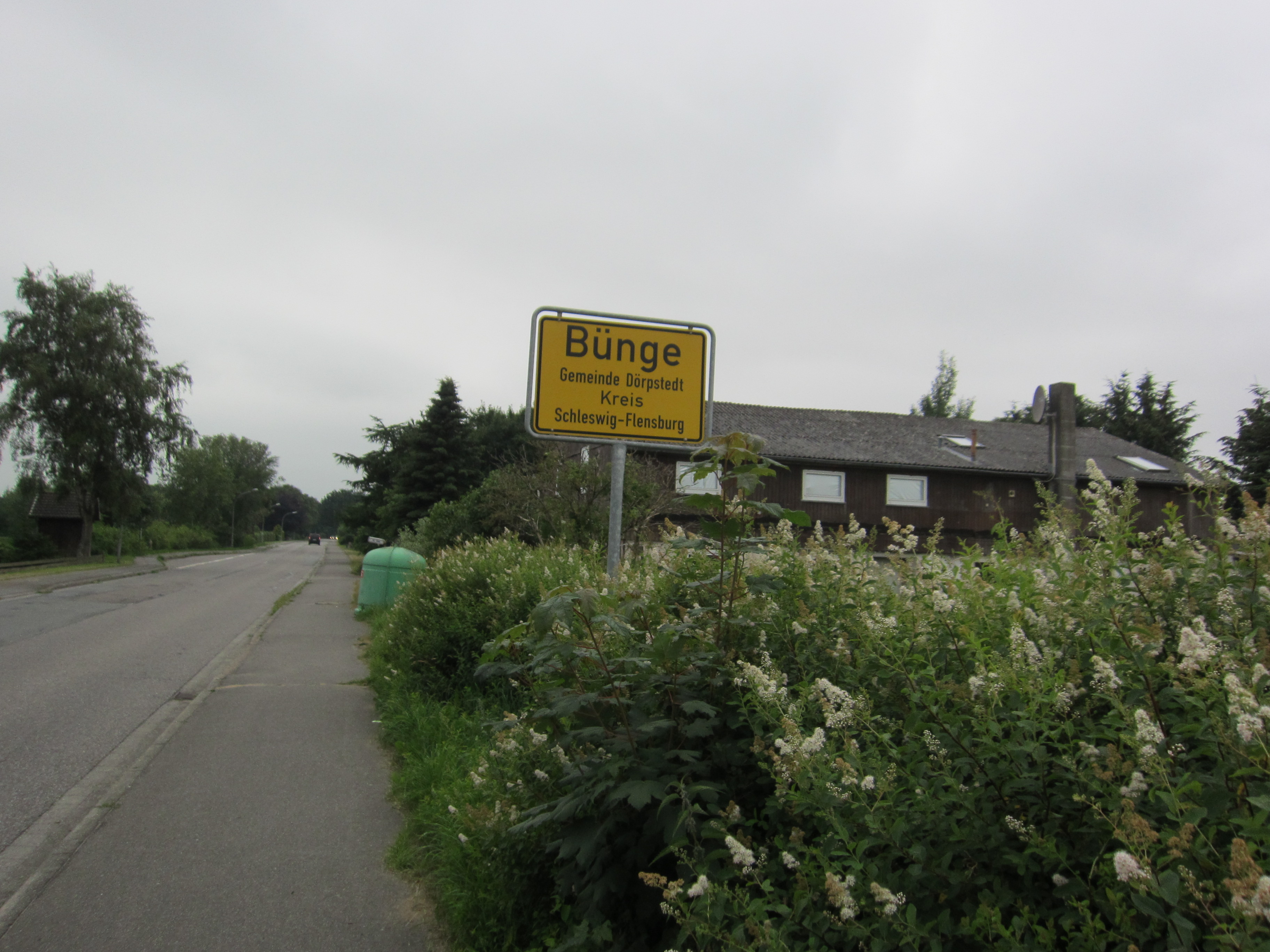
Ortsteil Bünge